# Opole Lubelskie (stacja kolejowa)
Opole Lubelskie – wąskotorowa stacja kolejowa w Opolu Lubelskim, w województwie lubelskim, w Polsce. Stacja należy do Nałęczowskiej Kolei Dojazdowej.

## Galeria

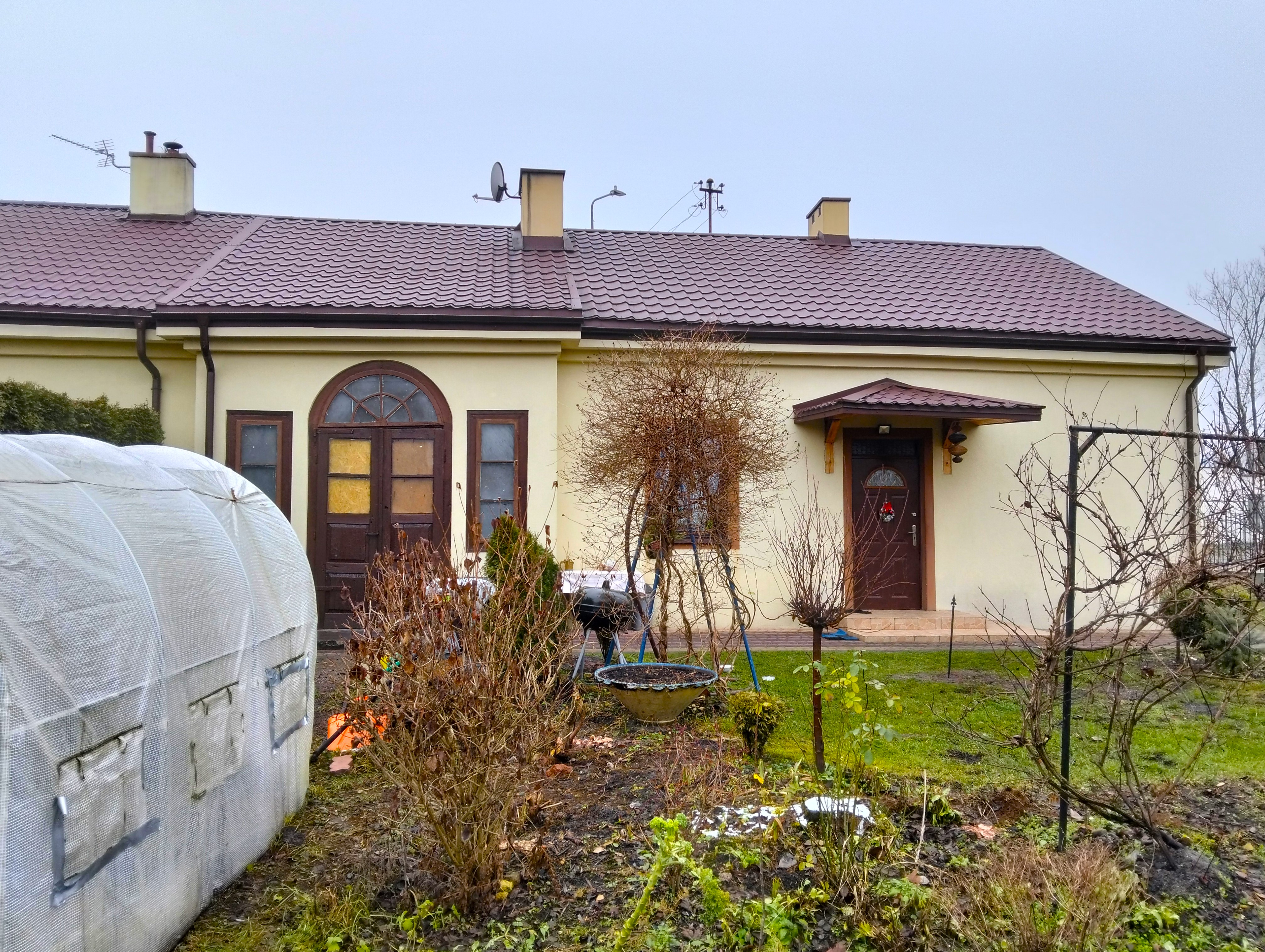
Dworzec od strony torowisk
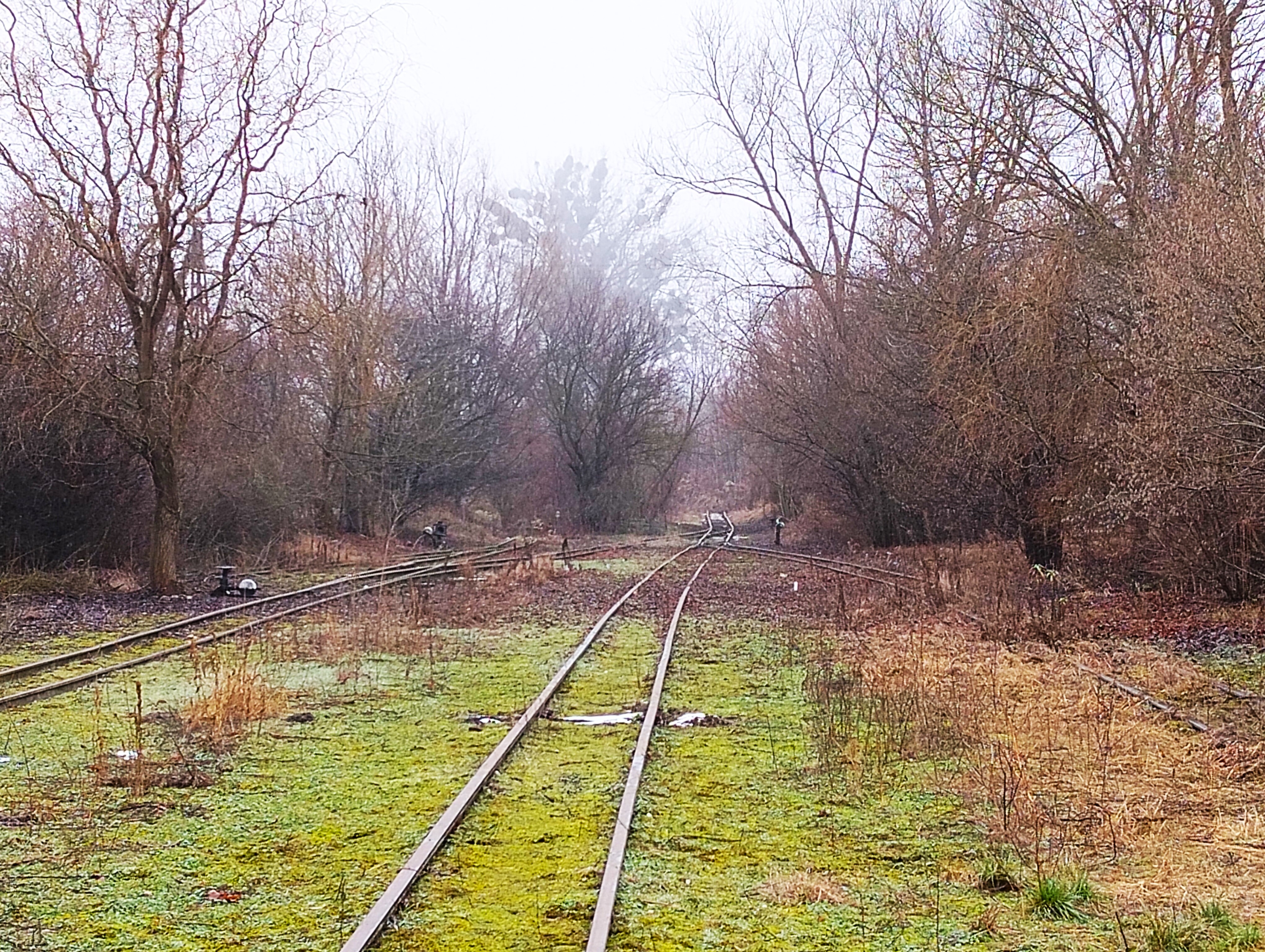
Część układu torowego
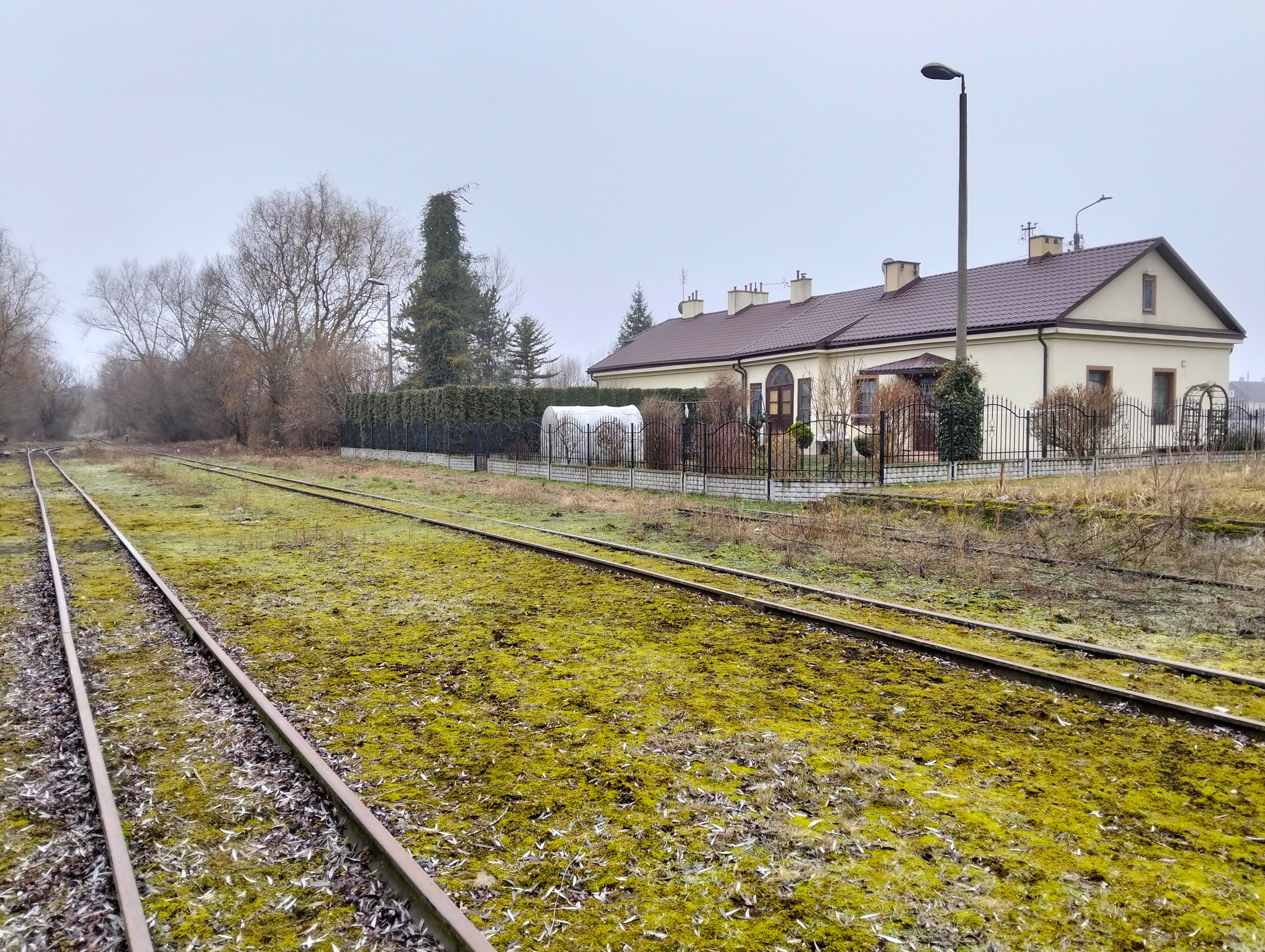
Widok ogólny stacji